# Епопей
Епопей (на старогръцки: Ἐπωπεύς, Epopeus) в древногръцката митология е син на Посейдон и Канака, дъщеря на Еол (прародител на еолийците) и Енарета. Неговият простосмъртен баща е Алоей (син на бог Хелиос и Антиопа) през 15 век пр.н.е. Той е брат на Хоплей, Нерей, Алоей, Триоп и Ифимедея.
Коракс, царят на Сикион, умира бездетен и затова Епопей идва от Тесалия и поема управлението на Сикион. След Бун Епопей поема управлението и на Коринт.
Епопей отвлича красивата Антиопа, която била бременна от него.
Нейният чичо Лик убива Епопей, завладява Сикион, пленява и завежда Антиопа в Тива. По пътя тя ражда близнаците Амфион и Зет, земните синове на Епопей.
Епопей има и друг син Маратон, който е избягал заради строгия си баща в Атика и се връща обратно едва след неговата смърт. За Епопей построили хълмов гроб пред вратите на града.
Според Евсевий Кесарийски Епопей управлявал 35 години.